# Osmerus spectrum
Osmerus spectrum е вид сладководна лъчеперка от семейство Osmeridae.

## Разпространение
Видът е разпространен в редица дълбоки езера в Източна Канада и Нова Англия (САЩ).